# Zona típica de Pichilemu
La zona típica de Pichilemu, conocida oficialmente como sector de Pichilemu, se refiere al casco histórico de la ciudad de Pichilemu, provincia Cardenal Caro, Chile, que fue diseñado o inspirado por Agustín Ross Edwards. En 2004 fue declarado Monumento Nacional de Chile, dentro de la categoría Zona Típica.

## Historia
El casco histórico de Pichilemu, conocido formalmente como Sector de Pichilemu, tiene sus orígenes en 1885, cuando Agustín Ross Edwards adquiere el fundo La Posada, donde edifica el Gran Hotel Pichilemu (actual Hotel Ross) y, junto a él, un parque de palmeras, prados y piletas. Más adelante, se suma a esta arquitectura el edificio de correos y telégrafos, que inicialmente sirvió como almacén, más adelante como hotel e incluso discoteca.
Comprendida también en la zona típica se encuentran cuatro chalets, construidos en 1900 por encargo de Ross, donde se alojaban huéspedes de alta alcurnia, "edificados en base a un prototipo arquitectónico con techos de pendientes a dos aguas, ventanas en galería y mirador de planta poligonal que atestiguan elementos particulares de la carpintería artística". Este territorio, exceptuando el hotel, el actual centro cultural y los chalets, fueron cedidos en 1935 por la sucesión de Ross a la municipalidad de Pichilemu.
Dentro del perímetro de la zona típica se encuentran, además, las balaustradas y escalinatas de la playa Las Terrazas, que enfrentan al mar, y que, "construidas con gran calidad, que le otorgan nobleza al espacio urbano"; el Bosque Municipal, que se extiende un kilómetro hacia el sur, y divide al balneario de Pichilemu, que "posee un sendero rodeado de palmeras, pinos y eucaliptus, de casi un siglo de antigüedad, constituyendo un área verde de importante valor ambiental como patrimonio natural".
En 2004 el Consejo de Monumentos Nacionales de Chile la declaró zona típica en atención a que se trata de un "testimonio de nobleza arquitectónica particular, propia de principios del siglo XX". La iniciativa había sido motivada por el alcalde de Pichilemu, Jorge Vargas González, la Corporación de Desarrollo Turístico de Pichilemu, la Cámara de Comercio de Pichilemu, el Servicio Nacional de Turismo y el representante del Gran Hotel Ross, Jaime Parra.